# Артан
Арта́н (фр. Artemps) — коммуна во Франции, находится в регионе Пикардия. Департамент коммуны — Эна. Входит в состав кантона Рибмон. Округ коммуны — Сен-Кантен.
Код INSEE коммуны — 02025.

## Население
Население коммуны на 2010 год составляло 359 человек.
| 1962 | 1968 | 1975 | 1982 | 1990 | 1999 | 2010 |
| ---- | ---- | ---- | ---- | ---- | ---- | ---- |
| 264  | 289  | 292  | 297  | 347  | 338  | 359  |

## Экономика
В 2010 году среди 245 человек трудоспособного возраста (15—64 лет) 188 были экономически активными, 57 — неактивными (показатель активности — 76,7 %, в 1999 году было 66,4 %). Из 188 активных жителей работали 162 человека (80 мужчин и 82 женщины), безработных было 26 (12 мужчин и 14 женщин). Среди 57 неактивных 15 человек были учениками или студентами, 24 — пенсионерами, 18 были неактивными по другим причинам.